# کافه کافی دی
کافه کافی دی (انگلیسی: Café Coffee Day) کافی‌شاپ هندی است، که در سال ۱۹۹۳ تأسیس شد.